# Bruno Mezenga
Bruno Mezenga, né le 8 août 1988 à Niterói, est un footballeur brésilien. Il occupe actuellement le poste d'attaquant à Náutico.

## Biographie
Bruno Mezenga fait ses débuts professionnels à l'âge de seize ans avec Flamengo, le 22 mai 2005 contre São Caetano dans le championnat brésilien. Il devient ainsi l'un des plus jeunes joueurs ayant porté le maillot rubro-negro.

### Tente de s'illustrer en Europe de l'Est
Le 28 mai 2010, Mezenga est prêté pour une saison au Legia Varsovie, club polonais de première division. L'équipe de la capitale possède une option d'achat de deux années. Le 16 août, lors de la première journée, il dispute son premier match sous ses nouvelles couleurs, face au Cracovia. Après s'être acclimaté au pays, le Brésilien se montre décisif lors de ses entrées en jeu et dans des rencontres importantes, donnant par exemple la victoire à Varsovie contre le Lech Poznań, champion en titre, ou le Górnik Zabrze, toujours en fin de match. Cependant, les dirigeants ne sont pas satisfaits de son rendement et décident d'acheter un nouvel attaquant, Michal Hubník. Mezenga se retrouve alors « au placard » et ne joue plus aucun match en équipe première. En fin de saison, le Legia choisit de ne pas conserver le joueur.
Le 22 juin 2011, Bruno Mezenga rejoint l'Étoile rouge de Belgrade en Serbie une nouvelle fois sous la forme d'un prêt.

## Palmarès
- Finaliste de la Coupe du monde des moins de dix-sept ans : 2005
- Champion de Rio de Janeiro : 2007
- Champion du Brésil : 2009
- Meilleur buteur de deuxième division turque : 2009 (21 buts)